# Pressupostos Generals de l'Estat d'Espanya per a l'any 2023
Els Pressupostos Generals de l'Estat d'Espanya per a l'any 2023 van ser el conjunt de comptes públics elaborats pel Govern d'Espanya per a l'exercici econòmic de 2023. Foren aprovats per les Corts Generals el 23 de desembre de 2022 i publicats al Butlletí Oficial de l'Estat el 24 de desembre.

## Context
El 2022, Espanya experimentà una recuperació econòmica després de la pandèmia de COVID-19, amb un creixement del PIB previst d’aproximadament un 5,5 %, si bé condicionat per la inflació derivada de la crisi energètica provocada per la guerra conseqüència de la Invasió russa d'Ucraïna de 2022. El govern de coalició entre el Partit Socialista Obrer Espanyol i Unides Podem presentà aquests pressupostos com els darrers de la legislatura abans de les eleccions generals de 2023.

## Procés d’aprovació
Els pressupostos van ser presentats al Congrés dels Diputats el 6 d'octubre de 2022 per la ministra d’Hisenda, María Jesús Montero. El projecte fou aprovat al Congrés el 24 de novembre de 2022 amb 187 vots a favor, 156 en contra i una abstenció. Posteriorment, el Senat donà la seva aprovació definitiva el 20 de desembre de 2022, en no introduir-hi esmenes. La llei es publicà al BOE el 24 de desembre i entrà en vigor l’1 de gener de 2023.
L’executiu obtingué suports clau de partits com ERC, EH Bildu, PNB, Més País, Compromís, entre d’altres.

## Ingressos previstos

Distribució dels ingressos previstos als PGE de 2023.

El pressupost contemplava uns ingressos totals de 307.445 milions d’euros, dels quals:
- 251.397 milions € procedents d’impostos (81,7 %).
  - 100.120 milions € per IRPF.
  - 88.300 milions € per IVA.
  - 25.300 milions € per Impost de societats.
- 45.624 milions € per cotitzacions socials.
- 10.424 milions € per altres ingressos (taxes, transferències, dividends...).

## Despeses previstes
La despesa no financera total ascendia a 266.719 milions €, la xifra més alta fins al moment, amb partides destacades com:
- 190.000 milions € en despesa social.
  - 67.000 milions € en pensions (un 11,4 % més que el 2022).
  - 4.000 milions € en polítiques d’habitatge (rècord històric).
  - 3.472 milions € en beques i ajuts a l’estudi.
- 13.400 milions € per al Ministeri de Defensa (augment del 26 %).
- 27.600 milions € en inversió pública (gran part finançada amb els fons europeus Next Generation).

## Dèficit i previsions
El dèficit previst era del 5 % del PIB, amb un objectiu de reducció progressiva fins al 3,9 % el 2024. El pressupost incloïa previsions de creixement del PIB del 2,1 % i una taxa mitjana d’inflació del 4,1 % per al mateix any.

## Reaccions
- El Partit Popular criticà l’augment de la despesa estructural i la dependència de socis independentistes. La portaveu del PP al Congrés, Cuca Gamarra, qualificà els pressupostos de «salvavides» per al president del Govern, Pedro Sánchez, i afirmà que «ni són socials, ni són eficients. Són simplement sanchistes».[10]
- Els sindicats, com CCOO i UGT, valoraren positivament l’augment en despesa social. UGT destacà que el 70 % dels comptes es destinen a qüestions socials, qualificant el pressupost de molt «social».[11]
- Algunes associacions empresarials com la CEOE alertaren sobre la pujada d’impostos i costos laborals. La CEOE advertí que la pressió fiscal sobre el teixit productiu assoliria l’11 % el 2023, superior als nivells prepandèmia de 2019, i ho qualificaren com un «gran error» en un moment de desacceleració econòmica.[12]